# AMD-Netz
AMD-Netz e.V. betreibt als gemeinnütziger Verein ein unabhängiges medizinisch-soziales Netzwerk zur Verbesserung der Versorgung von Betroffenen der altersabhängige Makuladegeneration (AMD). Zu den Partnern des AMD-Netz gehören u. a. Berufsverbände der Augenärzte und Augenoptiker, Augenkliniken, Bundes- und Landesverbände der Selbsthilfe und Rehabilitationslehrer, Krankenkassen und Berufsförderungsinstitutionen. Es zählt damit zu den intersektoralen Netzwerken im Gesundheitsbereich.

## Entstehung
Das Netzwerk wurde im Jahr 2011 auf Initiative des Wirtschaftswissenschaftlers Heribert Meffert, der selbst unter AMD leidet, und Daniel Pauleikhoff, damaliger leitender Augenarzt in der Augenklinik am St. Franziskus-Hospital Münster, gegründet. Bis zum 1. Oktober 2014 stellten beide den vertretungsberechtigten Vorstand des Vereins, Meffert wechselte zu diesem Datum ins Kuratorium, sein Nachfolger im Vorstand ist der Augenarzt Klaus-Dieter Lemmen. Der Gründung ging eine Bedarfsanalyse voraus, deren Ergebnisse in zwei Doktorarbeiten dokumentiert sind. Ein Ziel sollte es sein, die Ärzte darin zu unterstützen, Marketing zu betreiben, um die Bedürfnisse ihrer speziellen Patientengruppe zu befriedigen.  2022 schied Meffert aus dem Kuratorium aus, der Vorstand setzte sich nun aus dem 1. Vorsitzenden Daniel Pauleikhoff und dem 2. Vorsitzenden Klaus-Dieter Lemmen zusammen.
Bereits im ersten Jahr beteiligte sich das Netzwerk als Mitveranstalter am 4. interdisziplinären Low-Vision-Kongress in Essen, einer Fachtagung zum Themenbereich der Sehbehinderungen, um Kommunikation und Vernetzung zu fördern. Seit 2014 ist das AMD-Netz nach dreijähriger Pilotphase mit regionaler Beschränkung auf den Raum Nordrhein-Westfalen bundesweit aktiv. Dies spiegelt sich auch in der Streichung des „NRW“ aus dem Vereinsnamen wider.

## Zielsetzung und Schwerpunkte
Das AMD-Netz hat zum Ziel, die Lebensqualität der Betroffenen einer altersabhängigen Makuladegeneration (AMD) zu erhalten. Diese Zielsetzung verfolgt der Verein mit den drei Schwerpunkten informieren, vernetzen und gestalten.
Im Bereich der Information verwendet der Verein verschiedene Instrumente. Die eigene Internetplattform stellt umfangreiche Informationen zur Erkrankung und den Umgang mit einer Sehbehinderung bereit. Zudem bietet der Verein über eine Telefonhotline eine entsprechende Beratung für Betroffene und Angehörige an. Patientenveranstaltungen und ein Podcast ergänzen das Informationsangebot. Ein weiteres Instrument des Vereins ist das individuelle Patientenhandout, das der Verein Augenärzten zur Verfügung stellt. Die Augenärzte können mit dem Onlinetool individuelle Informationen zur Erkrankung inklusive Adressen von Versorgern in der Nähe für Betroffene erstellen, ausdrucken und zur Ergänzung des Patientengesprächs den Betroffenen mitgeben. Durch zusätzliche Schulungen von medizinischem Personal in den Augenarztpraxen wird dieses Tool verstärkt. Die Makula-App des AMD-Netz unterstützt Patienten bei der Verlaufskontrolle ihrer Erkrankung und bietet Informationen rundum die altersabhängige Makuladegeneration.
In den Bereichen der Information wie auch der Vernetzung gehört das Adressverzeichnis (ehem. „Versorgungsatlas“), eine Adressdatenbank von Versorgern in ganz Deutschland. Darin enthalten sind Adressen von Augenärzten, zertifizierten Augenoptikern, Rehalehrern, unabhängigen Beratungsstellen, Selbsthilfegruppen und weitere Angebote.
Die Vernetzung stärkt Aktive der AMD-Versorgung bei der Koordination und Kooperation, um eine ganzheitliche Betreuung zu gewährleisten. Zur Vernetzung stellt das AMD-Netz gezielte Informationen für die Versorger bereit, führt Fachveranstaltungen zu verschiedenen Themen durch und verweist anfragende Versorger auf ergänzende Kontakte in der regionalen Umgebung.
Im Bereich der Gestaltung beteiligt sich das AMD-Netz an großen Versorgungsstudien und führt auch eigenverantwortlich Studien und Pilotprojekte zur AMD-Versorgung durch. Zudem entwickelt das AMD-Netz im Rahmen einer Versorgungsforschung Projekte zur medizinisch-sozialen Versorgung im Rahmen der eigenen Weiterentwicklung. Erkenntnisse beispielsweise aus der barrierefreien Zugangseröffnung von Informationen, beim Qualitätsmanagement in der Patientenversorgung und bei der Analyse der Wirksamkeit von Aufklärungskampagnen könne man nach Meinung von Meffert auch auf andere Krankheiten übertragen.

## Bedeutung
Mittlerweile ist das Angebot des AMD-Netz gerade bei Betroffenen und Angehörigen weit verbreitet. Die Vernetzung des Vereins mit Berufsverbänden, Selbsthilfevereinen und vielen weiteren Akteuren spiegelt sich im Bekanntheitsgrad des AMD-Netz in Fachkreisen wider. Auch die Bedeutung für die Patientenaufklärung zeigt sich in der intensiven Websitenutzung wie auch in der Dominanz bei entsprechenden Studien.